# Jack (1996)
Jack ist ein US-amerikanisches Filmdrama von Francis Ford Coppola aus dem Jahr 1996. Die Hauptrolle spielte Robin Williams.

## Handlung
Karen Powell gebärt nach einer ungewöhnlich kurzen Schwangerschaft von nur zehn Wochen ein Kind namens Jack. Jack leidet unter einem seltenen genetischen Defekt, durch den die Zellen seines Körpers viermal so schnell altern wie üblich. Bei der Geburt entsprach sein Körper deshalb dem eines neun Monate alten Kindes. Er ist ansonsten gesund und sieht mit nun zehn Jahren aus wie ein vierzigjähriger Mann.
Jack wird bis zu seinem zehnten Lebensjahr von dem Privatlehrer Lawrence Woodruff unterrichtet, da ihn seine Eltern vor den schiefen Blicken und Hänseleien anderer schützen wollten. Jack aber will wie die anderen Kinder in seinem Alter eine Schule besuchen. Woodruff setzt sich für ihn bei seinen Eltern ein und er darf von nun an eine öffentliche Schule besuchen.
Als Jack zur Schule geht, wird er von den anderen Kindern zunächst nicht akzeptiert. Später freundet er sich mit Louis Durante an, dem er häufig in brenzligen Situationen hilft. Mit der Zeit findet er auch bei den anderen Schülern Akzeptanz.

## Kritiken
Das Lexikon des internationalen Films sieht in dem Film „ein Plädoyer für intensivierte Lebenserfahrung im Angesicht des Todes, die für einen Kinder- und Familienfilm ernste Fragen aufwirft, die auf spielerische Art beantwortet werden; detailverliebt und in kleinem Rahmen inszeniert.“
Roger Ebert merkt in der Chicago Sun-Times an, dass Robin Williams häufig Einzelgänger spiele, die körperlich nicht besonders fit seien, und vermutet, dass Williams die erste Wahl für die Rolle gewesen sein müsse. Er kritisiert jedoch, dass es unklar bliebe, ob der Film für Kinder oder für Erwachsene gemacht sei.
Während die Cinema 6/1997 den Film „weder originell noch lustig“ findet, nennt Die Woche in der Ausgabe vom 6. Juni 1997 die Besetzung der Hauptrolle mit Robin Williams „wenig glücklich“; „tränenziehend gemeinte, aber altklug wirkende Sätze über das Leben, das Altern und den Tod geben der Geschichte dann den Rest.“ Der Rezensent spottet zudem, dass  „die statische, gegenüber Epen wie „Der Pate“ geradezu gerontologisch anmutende Inszenierung“ den Betrachter beim Zuschauen viermal so schnell wie gewöhnlich altern lasse.

## Auszeichnungen
- Jennifer Lopez wurde im Jahr 1996 für den NCLR Bravo Award nominiert.
- Robin Williams wurde 1997 für den Kids’ Choice Award nominiert.
- Der Film als Beste Komödie und Adam Zolotin wurden 1997 für den Young Artist Award nominiert.
- Adam Zolotin wurde 1997 für den YoungStar Award nominiert.

## Trivia
- Der Film wurde in Kalifornien und in Miami gedreht.[4]
- Die Produktionskosten betrugen schätzungsweise 45 Millionen US-Dollar; er spielte in den Kinos der USA 58,6 Millionen US-Dollar ein.[5]